# 市政主義
市政主義（Municipalism），又譯「地方自治主義」、「地域自治主義」、「市政自治主義」、「自治主義」，是一套政治理論，希冀以市政層級的地方自治體聯盟取代中央集權的國家。
美国社会理论家和哲学家默里·布克钦主张在城镇等市政自治體内建立直接民主。市政主義，设想这些地方自治體作为生态社会的基础，公民积极地直接管理社会和经济事务，而不是依赖代議代表。在市政主義下，各自治體加入联盟，共同解决更大的区域问题，创建专注于合作和互助的互联共同體网络。網路系統根植於直接民主、权力下放和自由放任公社主义的原则，替代中央集权的国家與资本主义。
布克欽认为，市政主義通过对抗当前治理和资源分配模式中根深蒂固的统治体系，为解决生态危机提供了一条途径。布克欽比較了市政主義与过去创建无國家社会的尝试，批评了传统无政府主义過於關注工厂或合作社等非政治领域。在布克欽看来，市政自治體是建立真正的公共领域、振兴公民积极性、加强社群联系的理想环境。最终，布克欽的社会生态演变成一套连贯的政治理论，强调直接民主、市政组织的网络化邦联体系。 

### 註腳
1. ↑  Carter, Mason. . Class with Mason.
2. ↑  Shelley, Cain. . European Journal of Political Theory. 2024, 23 (2): 224–245. doi:10.1177/14748851221128248 .